# Баязет (пьеса)
«Баязет» (фр. Bajazet) — трагедия французского драматурга Жана Расина, написанная и поставленная на сцене в 1672 году.
«Баязет» — уникальная пьеса для французского классицизма: вместо того чтобы, по традиции, черпать сюжетный материал в глубокой древности, Расин написал трагедию о событиях, происходивших совсем недавно (в 1638 году) на мусульманском Востоке. В предисловии ко второму изданию «Баязета» драматург оправдывается, говоря, что «удалённость страны в какой-то мере возмещает слишком большую близость во времени». Главный герой пьесы отвергает любовь Роксаны, жены его брата османского султана Амурата, и та после этого пытается его погубить. Позже Расин использовал схожий сюжет в «Федре».
«Баязет» имел большой успех у публики и надолго вошёл в репертуар французских театров. Авторы советской «Литературной энциклопедии» характеризуют его как «трагедию знойных гаремных страстей».